# Кіотський університет
Кіотський університет (яп. 京都大学, きょうとだいがく; англ. Kyoto University) — державний університет у Японії. Розташований за адресою: префектура Кіото, місто Кіото, район Сакьо, квартал Йосіда-Мотоматі 36-1. Заснований у 1869 році та відкритий у 1897 році. Скорочена назва — Кьо-дай (яп. 京大, きょうだい).

## Короткі відомості
Відкритий 18 червня 1897 року Імператорським рескриптом № 209 як Кіотський Імперський університет (яп. 京都帝国大学, きょうとていこくだいがく, кьото тейкоку дайґаку). На момент заснування мав чотири відділення: юридичне, медичне, гуманітарне і природниче. 1914 року поповнився інженерним відділенням, 1919 року — економічним, а 1923 року — агрономним. З 1919 року усі відділення були перейменовані на факультети. Після загальноосвітньої реформи 1949 року утворився новий педагогічний факультет. Після цього 1960 року виник фармацевтичний факультет, а 1992 року — факультет вільних мистецтв і наук. Загалом на 2010 рік нараховує 10 факультетів.
Підготовка магістрів і аспірантів здійснюється на всіх факультетах окрім факультету вільних мистецтв. З 1996 року при університеті діє аспірантура енергетичних досліджень, з 1997 року — аспірантура екологічних досліджень, з 1998 року — аспірантура дослідження Азії та Африки та інформаційних досліджень, з 1999 року — аспірантура біологічних досліджень.
Під егідою університету працюють 30 наукових установ: Інститут гуманітарних досліджень, Інститут економічних досліджень, Інститут хімічних досліджень, Інститут вивчення енергії, Інститут біосфери, Інститут регенеративної медицини, Інститут вивчення вірусів, Інститут надзвичайних ситуацій, Інститут базової фізики, Інститут математичних аналізів, Експериментальний ядерний центр, Інститут дослідження приматів, Інститут Південно-Східної Азії тощо. Право користуватися матеріалами центрів мають науковці Японії та інших країн.
Кіотський університет був осередком ліберальних ідей в Японській імперії й неодноразово намагався здобути автономію від держави. Проте після Другої світової війни він залишився під урядовою опікою. Традиційно університет вважається одним із найбільших центрів з вивчення японської літератури, історії та філософії.

## Нобелівські премії
Чимало працівників університету удостоєні Нобелівської премії:

### З фізики
- Юкава Хідекі[14] (1949)
- Томонага Сін'ітіро[15] (1965)

### З фізіології та медицини
- Тонеґава Сусуму[16]

### З хімії
- Кенічі Фукуї[17] (1981)
- Нойорі Рьодзі[18] (2001)

## Факультети
- Факультет інтегрального людинознавства (яп. 総合人間学部)
- Історико-філологічний факультет (яп. 文学部)
- Педагогічний факультет (яп. 教育学部)
- Юридичний факультет (яп. 法学部)
- Економічний факультет (яп. 経済学部)
- Природничий факультет (яп. 理学部)
- Медичний факультет (яп. 医学部)
- Фармацевтичний факультет (яп. 薬学部)
- Інженерно-технічний факультет (яп. 工学部)
- Агрономічний факультет (яп. 農学部)

## Аспірантура
- Історико-філологічна аспірантура (яп. 文学研究科)
- Педагогічна аспірантура (яп. 教育学研究科)
- Юридична аспірантура (яп. 法学研究科)
- Економічна аспірантура (яп. 経済学研究科)
- Аспірантура природничих наук (яп. 理学研究科)
- Медична аспірантура (яп. 医学研究科)
- Аспірантура фармацевтики (яп. 薬学研究科)
- Інженерно-технічна аспірантура (яп. 工学研究科)
- Агрономічна аспірантура (яп. 農学研究科)
- Аспірантура людинознавчих і екологічних студій (яп. 人間・環境学研究科)
- Аспірантура енергетичних студій (яп. エネルギー科学研究科)
- Аспірантура азійсько-африканських краєзнавчих досліджень (яп. アジア・アフリカ地域研究研究科)
- Аспірантура інформатики (яп. 情報学研究科)
- Аспірантура біологічних наук (яп. 生命科学研究科)
- Аспірантура екології Землі (яп. 地球環境学大学院)
- Аспірантура громадського менеджменту (яп. 公共政策大学院)
- Аспірантура менеджменту й управління (яп. 経営管理大学院)

## Центри
1. Науковий інформаційно-медійний центр (яп. 学術情報メディアセンター)
2. Центр радіаційної біології (яп. 放射線生物研究センター)
3. Центр екологічних досліджень (яп. 生態学研究センター)
4. Інформаційний центр інтегрованих краєзнавчих досліджень (яп. 地域研究統合情報センター)
5. Центр дослідження дикої природи (яп. 野生動物研究センター)